# Президентские выборы в Косове (2016)
Президентские выборы в Косове проходили 26 февраля 2016 года. Первоначально они должны были проходить в 2013 году после конституционных поправок, которые предполагалось ввести после компромисса, достигнутого в результате непрямых президентских выборов 2011 года. Однако 6 июля 2012 года Конституционный суд Косово решил, что президентский срок не может быть сокращён таким образом.
Бывший премьер-министр Хашим Тачи был избран президентом после 3-го тура голосования. Конституционный суд не нашёл нарушений при проведении выборов.

## Избирательная система
Президент избирается членами парламента. Для того, чтобы быть избранным кандидат в президенты должен получить по крайней мере 80 голосов в первых двух турах, что соответствует 2/3 от депутатского корпуса, в который входят 120 депутатов Ассамблеи Косова. В 3-м туре достаточно простого большинства в 60 голосов.

## Результаты
| Кандидат | Партия                              | 1-й тур | 1-й тур | 2-й тур | 2-й тур | 3-й тур | 3-й тур |
| Кандидат | Партия                              | Голоса  | %       | Голоса  | %       | Голоса  | %       |
| --- | ----------------------------------- | ------- | ------- | ------- | ------- | ------- | ------- |
| Хашим Тачи | Демократическая партия              | 50      | 92.6    | 64      | 97.0    | 71      | 100     |
| Рафет Рама | Демократическая партия              | 4       | 7.4     | 2       | 3.0     | 0       | 0       |
| Недействительных/пустых бюллетеней | Недействительных/пустых бюллетеней  | 27      | -       | 15      | -       | 10      | -       |
| Всего | Всего                               | 81      | 100     | 81      | 100     | 81      | 0       |
| Зарегистрированных избирателей/Явка | Зарегистрированных избирателей/Явка | 120     | 67.5    | 120     | 67.5    | 120     | 67.5    |
| Источник: Albeu Архивная копия от 21 июня 2019 на Wayback Machine, Balkan Insight Архивная копия от 30 октября 2016 на Wayback Machine |                                     |         |         |         |         |         |         |